# PMS2
Le PMS2 est une protéine intervenant dans le mismatch repair (ou « réparation des mésappariements »). Son gène est le PMS2 situé sur le chromosome 7 humain.

## En médecine
Une mutation du gène favorise la survenue d'un cancer colorectal héréditaire sans polypose, le cancer pouvant survenir dès l'enfance en cas d'atteinte bi-allélique.